# Nîjbirok, Huseatîn
Nîjbirok (în ucraineană Нижбірок) este o comună în raionul Huseatîn, regiunea Ternopil, Ucraina, formată numai din satul de reședință.

## Demografie
Componența lingvistică a comunei Nîjbirok
     Ucraineană (99,71%)
     Alte limbi (0,22%)
Conform recensământului din 2001, majoritatea populației comunei Nîjbirok era vorbitoare de ucraineană (99,71%), existând în minoritate și vorbitori de alte limbi.